# Landesentwicklungsprogramm
Als Landesentwicklungsprogramm oder auch Landesraumentwicklungsprogramm (kurz LEPro), als Landesentwicklungsplan (kurz LEP), in manchen Ländern auch als Landesraumordnungsprogramm, werden in den deutschen Bundesländern verbindliche Pläne mit Festlegungen zur Raumordnung auf Landesebene bezeichnet. Sie sind die wichtigsten Instrumente der Landesplanung.
Die Pläne und Programme sind meist eine Mischung aus konkretisierten Zielsetzungen, raumbezogenen Planfestlegungen und allgemeinen Richtlinien für die weiteren Planungen der Länder, aber auch der Regionen (Regionalplanung) und Gemeinden.

## Deutschland
Landesentwicklungspläne und Landesentwicklungsprogramme sind landesweite Raumordnungspläne i. S. des Raumordnungsgesetzes des Bundes (ROG). Die Bundesländer erlassen nach § 13 Abs. 1 ROG einen Raumordnungsplan für das Landesgebiet (landesweiter Raumordnungsplan) und Raumordnungspläne für die Teilräume der Länder (Regionalpläne). In den Ländern Berlin, Bremen und Hamburg kann gemäß § 13 Abs. 1 S. 2 ROG ein Flächennutzungsplan (nach § 5 des Baugesetzbuchs) die Funktion eines landesweiten Raumordnungsplans übernehmen.
Landesentwicklungspläne und Landesentwicklungsprogramme gelten jeweils für das gesamte Bundesland, während Regionalpläne oder Entwicklungsprogramme oder Regionalprogramme nur für eine bestimmte Region des Bundeslandes erlassen werden.

### Baden-Württemberg
In Baden-Württemberg ist das Ministerium für Landesentwicklung und Wohnen Baden-Württemberg für die landesweite Raumordnung und die Erstellung des landesweiten Landesentwicklungsplans sowie möglicher fachlicher Entwicklungspläne auf Grundlage der §§ 6 und 30 Abs. 1 des Landesplanungsgesetzes (LplG) zuständig. Für die Regionalpläne der 12 Regionen des Bundeslandes sind zehn Regionalverbände, der Verband Region Stuttgart und der Verband Region Rhein-Neckar zuständig.
Es gilt der Landesentwicklungsplan 2002, der den Landesentwicklungsplan 1983 ersetzte und vom Wirtschaftsministerium erstellt wurde. Im Koalitionsvertrag (Anm.: von Bündnis 90/Die Grünen und CDU aus dem Jahre 2021) hat die Landesregierung vereinbart, den Landesentwicklungsplan neu aufzulegen. Mit der Neuaufstellung des Landesentwicklungsplans können Vorgaben für die Umsetzung des Flächensparziels in der Bauleitplanung, die in der Verantwortung der Kommunen steht, verankert werden. Dabei muss das Ziel, bis zum Jahr 2035 den Flächenverbrauch auf Netto-Null zu reduzieren und damit den Übergang in eine Flächenkreislaufwirtschaft zu vollziehen, in eine Gesamtstrategie des Landes eingebettet werden. So soll im Landesentwicklungsplan in einem ganzheitlichen, strategischen Ansatz festgelegt werden, wie die vielfältigen Ansprüche an Fläche – Wohnen, Arbeiten, Energie, Land- und Forstwirtschaft, Natur- und Umweltschutz – zukünftig gestaltet werden sollen.
§ 7 LplG Ba-Wü bestimmt Näheres zum Inhalt des Landesentwicklungsplans; § 8 LplG enthält Vorgaben für mögliche fachliche Entwicklungspläne. § 9 LplG Ba-Wü bestimmt dann die Vorgehensweise im Planungsverfahren (u. a. die Mitwirkung des Landtags). § 10 LplG Ba-Wü legt fest, dass die Landesregierung ermächtigt wird, Entwicklungspläne (also auch den Landesentwicklungsplan) sowie deren Fortschreibungen und sonstige Änderungen durch Rechtsverordnung für verbindlich zu erklären.

### Bayern
Das Landesentwicklungsprogramm Bayern (LEP) ist das querschnittsorientierte Zukunftskonzept der Bayerischen Staatsregierung. Fachlich zuständig ist das Bayerisches Staatsministerium für Wirtschaft, Landesentwicklung und Energie (dort Abteilung 10). Die Festlegungen des bayerischen LEP werden als Rechtsverordnung auf Basis der Artikel 19 und 20 des Bayerischen Landesplanungsgesetzes (BayLplG) von der Staatsregierung mit Zustimmung des Landtags beschlossen.
Im LEP sind die für die räumliche Ordnung und Entwicklung Bayerns wichtigen Grundsätze und Ziele festgelegt, etwa in Gestalt von Vorrang- und Vorbehaltsgebieten. Es stellt ein wesentliches Instrument zur Verwirklichung des Leitziels bayerischer Landesentwicklungspolitik dar: Die Erhaltung und Schaffung gleichwertiger Lebens- und Arbeitsbedingungen in allen Landesteilen. 
Ein Landesentwicklungsprogramm wurde 1976 erstmals in Bayern aufgestellt. 
Zu früheren Teilfortschreibungen des LEP hatten Fachverbände aus den Bereich Architektur, Ingenieurwesen, Städtebau und Landesplanung insbesondere die Deregulierungen zur Gewerbeansiedlung und eine ungenügende Beachtung von Landschaftsräumen kritisiert und 2018 die gemeinsame Initiative „Das bessere LEP für Bayern“ gestartet.
Das aktuelle LEP trat am 1. Juni 2023 in Kraft, nachdem der bayerische Ministerrat in seiner Sitzung am 16. Mai 2023 die LEP-Teilfortschreibung zu den Themen gleichwertige Lebensverhältnisse und starke Kommunen, Klimawandel und gesunde Umwelt sowie nachhaltige Mobilität abschließend beschlossen hatte.

### Berlin / Brandenburg
Die Bundesländer Berlin und Brandenburg haben mit dem gemeinsamen Staatsvertrag Vertrag über die Aufgaben und Trägerschaft sowie Grundlagen und Verfahren der gemeinsamen Landesplanung zwischen den Ländern Berlin und Brandenburg (Landesplanungsvertrag) vereinbart, eine auf Dauer angelegte gemeinsame Raumordnung und Landesplanung zu betreiben.
Die gemeinsame Landesplanung wird seit 1996 durch die Gemeinsame Landesplanungsabteilung (GL) ausgeübt. Sie nimmt die Aufgaben der für Raumordnung zuständigen obersten Landesplanungsbehörden und deren Befugnisse als Trägerin der gemeinsamen Landesplanung wahr. Die gemeinsame Landesplanung wird von dem jeweils für Raumordnung zuständigen Brandenburger Landesministerium (derzeit Ministerium für Infrastruktur und Landesplanung des Landes Brandenburg (MIL)) und der für Raumordnung zuständigen Berliner Senatsverwaltung (derzeit Senatsverwaltung für Stadtentwicklung, Bauen und Wohnen) politisch verantwortet. Diese vertreten die Länder auch in der zuständigen Bund-Länder-Fachministerkonferenz, der Ministerkonferenz für Raumordnung (MKRO). Oberstes Gremium für die Abstimmung und Zusammenarbeit bei der Vorbereitung von Regierungsentscheidungen auf dem Gebiet der Raumordnung beider Länder ist die gemeinsame Landesplanungskonferenz (PLAKO).
Das von der Gemeinsamen Landesplanungsabteilung Berlin-Brandenburg erarbeitete Landesentwicklungsprogramm 2007 (LEPro 2007; 2007) wurde 2007 per Staatsvertrag zwischen den Ländern Berlin und Brandenburg beschlossen (GVBl.I/07, [Nr. 17], S. 235, 236). Es enthält in acht Paragraphen die Grundsätze für die gemeinsame Landesplanung der Länder Berlin und Brandenburg. Auf diesem Programm basieren die nachfolgenden Landesentwicklungspläne für den gemeinsamen Planungsraum der beiden Bundesländer, zuletzt des Landesentwicklungsplans Hauptstadtregion (LEP HR; 2019).
Letzterer ersetzt den bis dato gültigen Landesentwicklungsplan Berlin-Brandenburg (LEP B-B; 2009 und 2015), welcher wiederum die Landesentwicklungspläne zur Zentralörtlichen Gliederung (LEP I; 1995), für den engeren Verflechtungsraum (LEP eV; 1998) und für den Gesamtraum Berlin-Brandenburg (LEP GR; 2004) ersetzt hat.
Ein weiteres Planwerk mit begrenztem räumlichen Geltungsbereich ist der Landesentwicklungsplan Flughafenstandortentwicklung (LEP FS; 2003), welcher Regelungen im Umfeld vom Flughafen Berlin Brandenburg beinhaltet.

#### Brandenburg
Die im Landesentwicklungsplan getroffenen Festlegungen werden durch die jeweilig zuständige Regionale Planungsgemeinschaft konkretisiert oder sind direkt im Rahmen der Bauleitplanung zu berücksichtigen.

#### Berlin
In Berlin erfolgt eine weitere Konkretisierung über den Stadtentwicklungsplan. Dieser liegt in sechs Teilen vor: StEP Industrie und Gewerbe, StEP Klima, StEP Verkehr, StEP Ver- und Entsorgung, StEP Wohnen, StEP Zentren.
Der erste Stadtentwicklungsplan Verkehr (StEP Verkehr 1.0) wurde von 2001 bis 2003 erarbeitet (mit Fortschrittsberichten Januar 2006 und Juni 2008) und besaß einen Zielhorizont 2015. Der zweite Stadtentwicklungsplan Verkehr (StEP Verkehr 2.0) hat einen Zielhorizont 2025. Im übergeordneten Straßennetz von Berlin werden dabei zwei Zentrumsbereiche mit darin enthaltenen fünf Hauptzentren benannt sowie weitere sieben Mittelzentren außerhalb der Inneren Stadt von Berlin.

### Bremen
Bremen hat 1971/1975 erstmals ein Stadtentwicklungsprogramm veröffentlicht. 1999 wurde das Stadtentwicklungskonzept Bremen vom Senator für Bau, Verkehr und Stadtentwicklung herausgegeben, welches jedoch nur den Stadtbereich von Bremen umfasst. Das Konzept hat als Bausteine Einzelkonzepte für Gewerbestandorte, Bürostandorte, Hafenreviere, Zentren, Innenstadt, Grün- und Freizeit, Verkehr, für Kultur, Freizeit und Tourismus und für sozialräumliche Belange zum Inhalt.
Zuständig für die Stadtentwicklung in Bremen ist derzeit Die Senatorin für Klimaschutz, Umwelt, Mobilität, Stadtentwicklung und Wohnungsbau (SKUMS).
Verbindlich ist als Landesplanung derzeit gem. § 13 Abs. 1 S. 2 des Raumordnungsgesetz (Deutschland) (ROG) der vorbereitende Bauleitplan gem. § 5 Baugesetzbuch (BauGB), also der jeweilige aktuelle Flächennutzungsplan Bremen (derzeit FNP 2025) vom Stadtplanungsamt Bremen und der Flächennutzungsplan Bremerhaven (derzeit FNP 2006) vom Stadtplanungsamt des Magistrats der Stadt Bremerhaven.
Bremen plant, in näherer Zukunft ein eigenes Bremisches Landesraumordnungsgesetz (BremROG) zu erlassen.

### Hamburg
In Hamburg übernimmt der Flächennutzungsplan die Funktion des Raumordnungsplans (§ 13 Abs. 1 S. 2 des Raumordnungsgesetzes des Bundes (ROG) i. V. m. § 5 des Baugesetzbuches (BauGB)).
Derzeit gültig ist der Flächennutzungsplan 1997 (mit weiteren stadtteilbezogenen Aktualisierungen).
Hamburg arbeitet aber auch eng mit den umgebenden Bundesländern und Gemeinden zusammen, z. B. über den "Dialog zur Raumplanung zwischen Hamburg und Schleswig-Holstein* oder im Rahmen der "Metropolregion Hamburg".

### Hessen
In Hessen gibt es den vom Hessisches Ministerium für Wirtschaft, Energie, Verkehr und Wohnen als Oberste Landesplanungsbehörde aufgestellten Landesentwicklungsplan und die Regionalpläne der kommunalen Planungsverbände und Gemeinden für Südhessen, Mittelhessen und Nordhessen. Derzeit ist der Landesentwicklungsplan Hessen 2020 in Kraft.
Der LEP behandelt die landesweite Raumstruktur, die Siedlungsstruktur mit der Siedlungsentwicklung und den zentralen Orten, die Freiraumstruktur, den Städtebau, den Verkehr, die Sicherung und Entwicklung der natürlichen Lebensgrundlagen, die Land- und Forstwirtschaft, die Energie und Rohstoffsicherung sowie die Ver- und Entsorgung von Wasser und Abfall.
Die Rechtsgrundlagen für die Raumordnung in Hessen sind das Hessische Landesplanungsgesetz (HLPG) sowie das Raumordnungsgesetz (Deutschland) (ROG). § 3 HLPG beschreibt die Inhalte des Landesentwicklungsplans; § 4 HLPG bestimmt das Verfahren zu seiner Aufstellung. Gemäß § 4 Abs. 5 stellt die Landesregierung den Landesentwicklungsplan einschließlich der Begründung mit Zustimmung des Landtags durch Rechtsverordnung fest.

### Mecklenburg-Vorpommern
In Mecklenburg-Vorpommern schafft die Landes- und Regionalentwicklung einen gemeinsamen überörtlichen Rahmen, in den sich die Planungen der einzelnen Gemeinden einpassen, um die Planungen anderer öffentlicher Stellen zu koordinieren. Oberste Landesplanungsbehörde ist das Ministerium für Wirtschaft, Infrastruktur, Tourismus und Arbeit des Landes Mecklenburg-Vorpommern (dort Abteilung 7: Energie und Landesentwicklung), welches die raumbedeutsamen Belange der Fachplanungen anderer Ressorts, der Nachbarländer und des Bundes in das Landesraumentwicklungsprogramm (LEP) integriert. Das LEP von 2005 wurde durch das LEP M-V 2016 ersetzt, welches am 9. Juni 2016 in Kraft getreten ist und etwa zehn Jahre Bestand haben soll.
Die vier regionalen Planungsverbände (Planungsverband Mecklenburgische Seenplatte, Region Rostock, Westmecklenburg und Vorpommern) der Landkreise und kreisfreien Städte mit den Ämtern für Raumordnung und Landesplanung (AFRL, als untere staatliche Landesplanungsbehörde) entwickeln die Regionalen Raumentwicklungsprogramme (RREP). Die Regiopolregion Rostock wird seit 2007 erstmals in Deutschland modellhaft entwickelt, sie ist in den Planungsverband Mittleres Mecklenburg/Region Rostock eingebunden.
Die Ober- und Mittelzentren des Landes entwickeln zudem jeweils eigene Integrierte Stadtentwicklungskonzepte (ISEK), die neben der Bauplanung auch ganzheitliche Leitbilder für eine Stadt entwickeln sollen, etwa für eine familien-, wirtschafts- und sportfreundliche und unbürokratische Stadt. Zudem sollen konkrete Projekte vorgeschlagen und priorisiert werden. Grundlage dafür ist auch die Erarbeitung von Prognosen zur Einwohner-, Haushalts-, Leerstands-, Wirtschafts-, Tourismus- und Wohnraumbedarfsentwicklung. Diese Konzepte werden regelmäßig fortgeschrieben, bei vielen Städten geschah dies 2015.
Rechtsgrundlagen für die Raumordnung in Mecklenburg-Vorpommern sind das Gesetz über die Raumordnung und Landesplanung des Landes Mecklenburg-Vorpommern (Landesplanungsgesetz – LPlG) sowie das Raumordnungsgesetz (Deutschland) (ROG).
Ergänzend zum ROG werden in §§ 1, 2 LPlG M-V Aufgaben und Grundsätze der Raumordnung in Mecklenburg-Vorpommern beschrieben. § 4 LPlG M-V legt Inhalte der Raumentwicklungsprogramme (des LEP M-V und der RREP) fest; § 5 LPlG M-V kategorisiert deren Wirkung. §§ 6, 7 LPlG M-V nimmt Stellung zum Inhalt und dem Verfahren bei der Aufstellung des LEP M-V im Speziellen. Das LEP M-V wird von der Landesregierung im Benehmen mit dem Landesplanungsbeirat festgestellt und als Rechtsverordnung erlassen (§ 7 Abs. 4 S. 1 LPlG M-V).

### Niedersachsen
Das Landes-Raumordnungsprogramm Niedersachsen (LROP) wurde 1994 neu aufgestellt und seither alle vier Jahre aktualisiert. Die aktuell gültige Fassung stammt von 2017 mit einer Änderung aus dem Jahre 2022.
Mit verbindlichen Aussagen zu raumbedeutsamen Nutzungen (Siedlung, Verkehrswege, Rohstoffgewinnung u. a.) und deren Entwicklungen dient das LROP dazu, die oftmals widerstreitenden wirtschaftlichen, sozialen, kulturellen und ökologischen Interessen an den Raum aufeinander abzustimmen. Es stellt so die planerische Konzeption für eine zukunftsfähige Landesentwicklung dar. Das LROP umfasst eine sogenannte „Beschreibende Darstellung“ mit textlichen Festlegungen und eine „Zeichnerische Darstellung“ (Karte im Maßstab 1 : 500 000). Zuständig für die Raumordnung in Niedersachsen ist das Niedersächsisches Ministerium für Ernährung, Landwirtschaft und Verbraucherschutz (dort Abteilung 3: Raumordnung, Landentwicklung, Förderung).
Zu früheren Änderungen des LROP: Die Änderung von 2008 beinhaltete unter anderem erstmals umfangreiche Naturschutzziele wie die Festlegung von Vorranggebieten für einen landesweiten Biotopverbund. Außerdem werden Regelungen zum Flächenverbrauch aufgenommen sowie gute Erreichbarkeit zentraler Orte bei niedrigen Gesamtkosten angestrebt. Sämtliche Vorranggebiete zum Torfabbau sollten auslaufen und durch Vorranggebiete zu Torferhaltung und Moorschutz ersetzt werden. Zur Berücksichtigung der Stellungnahmen Betroffener sieht ein Entwurf im Herbst 2015 als Kompromiss die Beibehaltung von 4.500 Hektar Moorabbauflächen vor. Bisher durfte auf 21.300 Hektar Torfstich betrieben werden. Neben Festlegungen zur Netzanbindung für die Offshore-Windparks soll Gorleben als Vorrangstandort Endlager gestrichen werden. Für neue konventionelle Großkraftwerke in den Vorrangstandorten wird ein Wirkungsgrad von mindestens 55 Prozent gefordert. Herausgeber ist das Niedersächsische Ministerium für Ernährung, Landwirtschaft und Verbraucherschutz. Nach weiteren Beteiligungsschritten und Änderungen des Entwurfs zum LROP stimmte das Kabinett im April 2016 zu, dass dieser dem Landtag zur Stellungnahme zugeleitet wird (Stand November 2016).
Rechtliche Grundlage für die Raumordnung in Niedersachsen sind das Raumordnungsgesetz des Bundes (ROG) sowie das Niedersächsische Raumordnungsgesetz (NROG). Gemäß § 1 Abs. 2 NROG findet die Raumordnung für Niedersachsen zum einen durch Erstellen des landesweit gültigen LROP, zum anderen durch Regionalpläne für Teilräume des Landes statt. Die Grundsätze der Raumordnung in Niedersachsen werden in § 2 NROG formuliert. Für die Aufstellung des LROP sind die §§ 3, 4 NROG maßgeblich. Gemäß § 4 Abs. 2, 3 NROG wird der LROP durch die Landesregierung (nach vorheriger Stellungnahme des Landtags) per Rechtsverordnung im Niedersächsischen Ministerialblatt bekannt gemacht.

### Nordrhein-Westfalen
Ziel der Landesplanung in Nordrhein-Westfalen ist eine nachhaltige Entwicklung, die soziale und ökonomische Raumansprüche mit ökologischen Erfordernissen in Einklang bringt. Der Landesentwicklungsplan Nordrhein-Westfalen (LEP NRW) beinhaltet
- die Raumstrukturellen Zielsetzungen mit den Entwicklungsachsen der Siedlungsräume und den natürlichen Lebensgrundlagen wie Freiraum, Natur, Landschaft, Wald und Wasser;
- die Flächenvorsorge für Wohnbauland, für die Wirtschaft, für Großvorhaben, für Bodenschätze sowie für Freizeit und Erholung;
- die Infrastruktur für Verkehr, Energieversorgung und Entsorgung.

Von 2013 bis 2017 hat die Landesplanung NRW in einem mehrstufigen Verfahren unter Beteiligung der Öffentlichkeit, der Verbände und der Landesministerien einen neuen Landesentwicklungsplan erarbeitet, der gemäß Landesverfassung am 8. Februar 2017 in Kraft getreten ist. Eine Änderung dieses LEP trat am 6. August 2019 in Kraft.
Rechtsgrundlage in NRW für die Raumordnung auf Landesebene, insbesondere den Landesentwicklungsplan, sowie die Regionalpläne und den Braunkohleplan ist das Landesplanungsgesetz des Landes Nordrhein-Westfalen (LPlG NRW). § 17 Abs. 1 LPlG NRW regelt Inhalt und Aufstellung des LEP NRW; der LEP NRW wird sodann nach § 17 Abs. 2 LPlG NRW von der Landesregierung mit Zustimmung des Landtags als Rechtsverordnung beschlossen.

### Rheinland-Pfalz
In Rheinland-Pfalz wird das Landesentwicklungsprogramm (LEP) durch das Ministerium des Innern und für Sport des Landes Rheinland-Pfalz (MDI RLP) aufgestellt. Aktuell gültig ist das LEP IV, das 2008 in Kraft trat. Zum LEP IV gibt es vier Teilfortschreibungen. Der Ministerrat hat am 17. Januar 2023 die Fortschreibung des Kapitels Erneuerbare Energien des Landesentwicklungsprogramms (LEP IV) beschlossen. Die Rechtsverordnung ist im Gesetz- und Verordnungsblatt Nr. 1 vom 30. Januar 2023 verkündet worden.
Rechtsgrundlage für die Raumordnung im Land Rheinland-Pfalz ist das Landesplanungsgesetz (LPlG RLP). § 7 LPlG RLP beschreibt die Inhalte des Landesentwicklungsprogramms; § 8 LPlG RLP erläutert Aufstellung und Wirkung des Landesentwicklungsprogramms. Gemäß § 8 Abs. 1 S. 7 LPlG RLP wird das Landesentwicklungsprogramm durch Rechtsverordnung der Landesregierung für verbindlich erklärt.

### Saarland
Im Saarland ist derzeit das Saarländisches Ministerium für Inneres, Bauen und Sport für die Landesplanung und Raumordnung auf Landesebene als Landesplanungsbehörde (§ 2 SLPG) zuständig.
Als landesweiter Raumordnungsplan wird im Saarland der Landesentwicklungsplan (LEP) aufgestellt; die aktuelle Fassung stammt aus dem Jahre 2006.
Rechtliche Grundlagen der Raumordnung im Saarland sind das Saarländische Landesplanungsgesetz (SLPG) sowie das Raumordnungsgesetz des Bundes (ROG). Die Leitvorstellungen der Landesplanung im Saarland enthält § 1 SLPG. Näheres zum Landesentwicklungsplan bestimmt § 3 SLPG. Gemäß § 3 Abs. 8 SLPG wird Landesentwicklungsplan von der Landesregierung als Rechtsverordnung beschlossen; vorher ist dem Landtag Gelegenheit zur Stellungnahme zu geben.

### Sachsen
In Sachsen wurde durch das Staatsministerium des Innern ein Bericht zur Raumordnung und Landesentwicklung herausgegeben und der Landesentwicklungsplan – LEP 2003 – aufgestellt, der den LEP 1994 ersetzte. Es wird weitgehend der Begriff Landesentwicklung für Landesplanung verwendet.
Oberste Leitvorstellung in Sachsen ist es, eine nachhaltige Raumentwicklung, welche die sozialen und wirtschaftlichen Ansprüche mit seinen ökologischen Funktionen in Einklang bringt, zu einer dauerhaften, großräumig ausgewogenen Ordnung zu führen. Aufgabe der Landesentwicklung soll es sein, auf der Grundlage aller raumbezogenen Fachplanungen, wie Verkehr, Wirtschaft, Wohnen, Ver- und Entsorgung, Arbeit und Freizeit wesentliche raumbedeutsame Entwicklungsziele zu erarbeiten.
Der fortgeschriebene und aktuell gültige Landesentwicklungsplan (LEP 2013) ist am 31. August 2013 in Kraft getreten.
Die Regionalpläne sollen von den Regionalen Planungsverbänden (RPV) aus dem LEP entwickelt werden als Rahmen für die Bauleitplanung der Gemeinden. Derzeit gibt es in Sachen folgende Regionalverbände: Leipzig-Westsachsen, Region Chemnitz, Oberes Elbtal/Osterzgebirge und Oberlausitz-Niederschlesien.
Neben den Regionalplänen sollen in den Braunkohlenplangebieten Westsachsen und Oberlausitz-Niederschlesien (z. B. Oberlausitzer Bergbaurevier) für den Tagebaue Braunkohlenpläne als Teilregionalpläne aufgestellt werden.
Die Regionalen Entwicklungs- und Handlungskonzepte (REK) für z. B. das Erzgebirge und die Lausitz sollen die Regionalpläne ergänzen.
Die rechtlichen Grundlagen für die Raumordnung in Sachsen bilden das Gesetz zur Raumordnung und Landesplanung des Freistaates Sachsen (Landesplanungsgesetz Sachsen – SächsLPlG) sowie das Raumordnungsgesetz (Deutschland) (ROG). § 3 SächsLPlG beschreibt die inhaltlichen Vorgaben für den Landesentwicklungsplan; § 4 SächsLPlG die entsprechenden Vorgaben für die Regionalpläne sowie § 5 SächsLPlG für die Braunkohlenpläne. Verfahren und Erlass der Pläne werden in §§ 6, 7 SächsLPlG geregelt. Nach § 7 Abs. 1 SächsLPlG wird der Landesentwicklungsplan von der Staatsregierung als Rechtsverordnung erlassen.

### Sachsen-Anhalt
In Sachsen-Anhalt ist die Raumordnung und Landesplanung dem Ministerium für Infrastruktur und Digitales des Landes Sachsen-Anhalt (MID) (dort Abteilung 2: Städtebau und Bauaufsicht, Landesentwicklung) zugewiesen.
Als landesweiter Raumordnungsplan wird der Landesentwicklungsplan (LEP) erlassen. Die aktuelle Version ist der Landesentwicklungsplan 2010.
Für die Regionen des Landes werden Regionale Entwicklungspläne (REG) erlassen. Für Sachsen-Anhalt sind fünf Planungsregionen festgelegt. Dies sind die Regionen Altmark, Anhalt-Bitterfeld-Wittenberg, Halle, Harz und Magdeburg. Zudem sind für Gebiete, in denen Braunkohleaufschluss- oder -abschlussverfahren durchgeführt werden sollen, Regionale Teilgebietsentwicklungspläne als Teilregionalpläne aufzustellen.
Rechtliche Grundlagen für die Raumordnung in Sachsen-Anhalt sind das Landesentwicklungsgesetz des Landes Sachsen-Anhalt (LEntwG LSA), sowie das Raumordnungsgesetz (Deutschland) (ROG).
Leitvorstellungen der Raumordnung in Sachsen-Anhalt sind in § 1 Abs. 2 LEntwG LSA dargelegt. Näheres zum Landesentwicklungsplan enthält § 8 LEntwG LSA; Regelungen zu den Regionalen Entwicklungsplänen finden sich in § 9 LEntwG LSA, zu den Regionalen Teilgebietsentwicklungsplänen in § 10 LEntwG LSA. Nach § 8 Abs. 4 LEntwG LSA beschließt die Landesregierung den Landesentwicklungsplan durch Verordnung und stellt vor dem Beschluss das Einvernehmen mit dem Landtag her.

### Schleswig-Holstein
In Schleswig-Holstein ist aktuell der Landesentwicklungsplan Schleswig-Holstein – Fortschreibung 2021 gültig; dieser ist am 17. Dezember 2021 in Kraft getreten. Er wurde mit Zustimmung des Landtags von der Landesregierung als Rechtsverordnung erlassen (Landesverordnung über den Landesentwicklungsplans Schleswig-Holstein – Fortschreibung 2021 (LEP-VO 2021)). Die Fortschreibung 2021 ersetzt den Landesentwicklungsplan Schleswig-Holstein 2010. Sie bezieht sich auf den Zeitraum 2022 bis 2036. Der Landesentwicklungsplan besteht aus einem Textteil (Teil A+B), einer Hauptkarte (Teil C) und einem Umweltbericht mit der so genannten zusammenfassenden Erklärung (Teil D), die Anlagen zur Landesverordnung sind. Unter dem Top 'Herausforderungen, Chancen
und strategische Handlungsfelder' werden im Landesentwicklungsplan die Leitvorstellungen dargestellt, die der aktuellen Fassung des Planes zugrunde liegen.
Zudem wird Schleswig-Holstein seit 2014 auch in 3 Regionalräume aufgeteilt, für die jeweils eigene Regionalpläne erlassen wurden.
Für die Raumordnung in Schleswig-Holstein ist die Landesplanungsbehörde zuständig. Sie ist im Geschäftsbereich des Ministeriums für Inneres, Kommunales, Wohnen und Sport des Landes Schleswig-Holstein angesiedelt. Die Landesplanungsbehörde nimmt die Aufgaben der Landes- und Regionalplanung wahr.
Rechtliche Grundlagen der Raumordnung in Schleswig-Holstein sind das Raumordnungsgesetz (Deutschland) (ROG) sowie ergänzend das Landesplanungsgesetz (LaplaG) des Landes Schleswig-Holstein. § 2 LaPLaG beschreibt die Aufgaben der Raumordnung. § 8 LaPlaG trifft Regelungen zum Landesentwicklungsplan. § 5 Abs. 10 LaPlaG legt fest, dass der Landesentwicklungsplan von der Landesregierung mit Zustimmung des Landtags als Rechtsverordnung beschlossen und im Gesetz- und Verordnungsblatt des Landes sowie im Internet veröffentlicht werden soll.

### Thüringen
In Thüringen ist am 5. Juli 2014 die Thüringer Verordnung über das Landesentwicklungsprogramm (LEP) in Kraft getreten und damit der LEP 2025 rechtsverbindlich geworden.
Am 16. Januar 2024 hat die Thüringer Landesregierung den zweiten Entwurf zur Änderung des Landesentwicklungsprogramms Thüringen beschlossen und zur Öffentlichkeits- und Behördenbeteiligung freigegeben. Nach Abschluss der Beteiligung hat am 9. Juli 2024 das Kabinett der Thüringer Landesregierung die Teilfortschreibung des Landesentwicklungsprogramms beschlossen, die damit in Kraft trat.
Rechtsgrundlagen für die Raumordnung und Landesplanung in Thüringen sind das Thüringer Landesplanungsgesetz (ThürLPlG) sowie das Raumordnungsgesetz des Bundes (ROG). Die Leitvorstellungen der Landesplanung in Thüringen werden in § 1 Abs. 4 ThürLPlG dargestellt. Landesweit ist das Landesentwicklungsprogramm (§ 4 ThürLPlG), für Teilräume des Landes Regionalpläne (§ 5 ThürLPlG) aufzustellen. Thüringen gliedert sich in die Planungsregionen Nordthüringen, Mittelthüringen, Ostthüringen und Südwestthüringen. Gemäß § 4 Abs. 1, 3 ThürLPlG legt das Landesentwicklungsprogramm für den Gesamtraum Thüringens die räumliche und strukturelle Entwicklung als Ziele und Grundsätze der Raumordnung fest. Es wird von der obersten Landesplanungsbehörde unter Beteiligung der obersten Landesbehörden erarbeitet und der endgültige Entwurf dem Landtag zur Stellungnahme vorgelegt. § 4 Abs. 4 ThürLPlG bestimmt, dass das Landesentwicklungsprogramm durch Rechtsverordnung der Landesregierung für verbindlich erklärt und im Gesetz- und Verordnungsblatt für den Freistaat Thüringen bekannt gemacht wird.

## Österreich
In Österreich gibt es für die Landesebene der Raumplanung Landesentwicklungsprogramme für die Bundesländer Burgenland, Steiermark und Salzburg.
Zudem befasst sich die Österreichische Raumordnungskonferenz (ÖROK) für den Bereich Österreich und dessen Bundesländer mit den Themenkreisen Raumordnung und Landesplanung. Seit über 20 Jahren wird von der ÖROK der Atlas zur räumlichen Entwicklung Österreichs (ÖROK-Atlas) herausgegeben, bei dem jährlich eine Anzahl von Karten zu verschiedenen inhaltlichen Schwerpunkten veröffentlicht wird. Seit 2007 ist dieses Produkt als ÖROK-Atlas Online auch in einer Online-Version verfügbar.
Zudem veröffentlicht die ÖROK auch in unregelmäßigen Abständen die Publikation Raumordnung in Österreich und Bezüge zur Raumentwicklung und Regionalpolitik, die auf den Internetseiten der ÖROK bestellbar oder online (als PDF-Datei in deutscher oder englischer Sprache) abrufbar ist.

## Schweiz
Hauptartikel Raumplanung in der Schweiz